# Ferdinand Bonheur
Pour les articles homonymes, voir Bonheur (homonymie).
Ferdinand Bonheur, né le 7 mars 1837 à Bruxelles et mort le 2 novembre 1893 à Asnières-sur-Seine, est un peintre français.

## Biographie
Ferdinand Bonheur est le fils de Samuel Bonheur et Sara Malskorn.
Époux de Louise Klein (1846-1914), et père d'Amédée, il habite Rue du Faubourg-Montmartre lorsque sa sœur Mélanie (1844-1912), également peintre, se marie.
Il est mort à son domicile des suites d'une maladie de cœur à l'âge de 56 ans.

## Confusion
Un autre peintre plus célèbre porte le même nom, Ferdinand Bonheur (1817-1889) cousin de Rosa Bonheur, frère d'Isidore Bonheur et père de Lucien Brème Bonheur. On ignore le degré de cousinage avec Rosa Bonheur, mais il est présenté régulièrement comme cousin.
Ferdinand Bonheur est peintre orientaliste.